# Don't Hold the Wall
„Don't Hold the Wall” este un cântec înregistrat de compozitorul și cântărețul american Justin Timberlake pentru al treilea lui album de studio, The 20/20 Experience (2013). Timberlake a scris și produs cântecul împreună cu Timothy „Timbaland” Mosley și Jerome „J-Roc” Harmon, cu ajutorul lui James Fauntleroy.

## Topuri
| Topuri (2013)                                 | Poziție de top |
| --------------------------------------------- | -------------- |
| South Korea Gaon International Chart          | 24             |
| US Bubbling Under Hot 100 Singles (Billboard) | 4              |
| US Hot R&B/Hip-Hop Songs (Billboard)          | 37             |